# Baptiste Vadic
Baptiste Vadic (Guéret, 15 april 2002) is een Frans wielrenner.

## Carrière
In 2022 won Vadic een etappe in de Ronde van de Mirabelle. Later dat jaar nam hij deel aan de Ronde van de Toekomst, waar een vierde plaats in de derde rit zijn beste klassering was. Een jaar later won hij een etappe in de Ronde van de Oise, waar hij uiteindelijk tiende in het algemeen klassement werd.
In 2024 werd Vadic prof bij TotalEnergies. In zijn debuutseizoen bij de profs nam hij onder meer deel aan de Bredene Koksijde Classic en de Brabantse Pijl. In februari 2025 werd hij achtste in de proloog van de Ronde van Rwanda.

## Overwinningen
2022
2e etappe Ronde van de Mirabelle
2023
2e etappe Ronde van de Oise

### Resultaten in voornaamste wedstrijden
|      | \| Jaar \| Amstel Gold Race \| Luik-Bast.‑Luik \| \| ---- \| ---------------- \| --------------- \| \| 2025 \| opgave \| opgave \| |                 |
| Jaar | Amstel Gold Race | Luik-Bast.‑Luik |
| 2025 | opgave | opgave          |

## Ploegen
- 2024 –  TotalEnergies
- 2025 –  TotalEnergies

Boniface · Bonnet · Burgaudeau · Cras · Doubey · Dujardin · Ferron · Gachignard · Grellier · Jeannière · Jegat · Jousseaume · Latour · Manzin · Ourselin · Simon · Soupe · Tesson · Turgis · Vadic · Van Gestel · Vercher · Vuillermoz · Boulahoite (stagiair) · Marcerou (stagiair) · Sanchez (stagiair)